# 비탈리 클리치코
비탈리 볼로디미로비치 클리치코(우크라이나어: Віталій Володимирович Кличко, Vitali Volodymyrovych Klitschko, [wiˈtɑl⁽ʲ⁾ij woloˈdɪmɪrowɪtʃ klɪtʃˈkɔ], 1971년 7월 19일 ~ )은 우크라이나 출신의 권투 선수이다. 세계복싱평의회 헤비급 세계 챔피언이다. 또 우크라이나 민주개혁동맹(UDAR, 비탈리 클리츠코 블록)의 당수이기도 하다. 볼로디미르 클리치코는 그의 동생이다. 2014년 이후 키이우의 시장을 맡고 있다.

## 역대 선거 결과
| 선거명      | 직책명        | 대수 | 정당                 | 득표율 | 득표수    | 결과 | 당락 |
| ----------- | ------------- | ---- | -------------------- | ------ | --------- | ---- | ---- |
| 2014년 선거 | 키이우의 시장 | 5대  | 페트로 포로셴코 블록 | 56.7%  | 765,020표 | 1위  |      |
| 2015년 선거 | 키이우의 시장 | 6대  | 페트로 포로셴코 블록 | 64.1%  | 392,614표 | 1위  |      |
| 2020년 선거 | 키이우의 시장 | 7대  | 페트로 포로셴코 블록 | 50.5%  | 365,161표 | 1위  |      |